# 1039
1039 (MXXXIX) fue un año común comenzado en lunes del calendario juliano.

## Acontecimientos
- Enrique III, se convierte en emperador del Sacro Imperio Romano Germánico.

## Fallecimientos
- Conrado II, emperador del Sacro Imperio Romano Germánico.
- Xiuhtlaltzin, Reina Tolteca.